# Omar Bahraoui
Omar Bahraoui est un homme politique marocain né en 1948 à Rabat. Titulaire du doctorat en économie et de 3 autres diplômes universitaires supérieurs, il occupe plusieurs hauts postes dont notamment  président du Conseil de la communauté urbaine de Rabat, la capitale du Maroc, de 1995 à 2003, ensuite réélu maire de Rabat de 2003 à 2009, sous les couleurs du Mouvement populaire. Il a également été vice-président mondial de l'organisation panafricaine des cités et gouvernements élus  locaux.

## Parcours
- Lors des Élections communales au Maroc 2003, Omar Bahraoui devient le 1er Maire de Rabat (12 septembre 2003).
- Auparavant, lors des élections communales partielles de 1995, il est élu  président du conseil de la commune de Rabat-Youssoufia, à Rabat, ensuite Président de la communauté urbaine du grand Rabat jusqu'en 2003. En 2002, il est élu président de l'association nationale des collectivités locales du Maroc dont il est le fondateur.

## Famille
Son fils, Alaâ-Eddine Bahraoui, né le 1er février 1979, est directeur de Marcotex, une usine de confection.